# Тбилисский авиазавод
Тбилисский авиационный завод (TAM), (также известный как Тбилавиастрой, Авиационный завод № 31) — промышленное предприятие, расположенное в черте города Тбилиси (Грузия), занимающееся сборкой и ремонтом авиационной техники. Имеет взлётно-посадочную полосу, расположенную в нескольких километрах от ВПП Тбилисского международного аэропорта.

## История

### 1941—1991 годы
История авиазавода в Тбилиси начинается с приказа № 1053сс от 9 октября 1941 года, согласно которому авиационный завод № 31 из Таганрога был эвакуирован в г. Тбилиси на площадку строящегося авиамоторного завода № 448 НК авиапрома.
Завод № 31 в Таганроге специализировался в основном на гидросамолётах. При заводе работало Центральное конструкторское бюро морского самолётостроения (ЦКБ МС) под руководством Г. М. Бериева. В 1940 году ЦКБ МС было переведено в Савёлово под Москвой, а с октября 1940 года место ЦКБ заняло ОКБ-31 под руководством В. П. Горбунова, созданное для скорейшего внедрения в производство и доводки скоростного истребителя ЛаГГ-3.
После эвакуации по приказу № 1173с от 20.12.1941 года был образован объединенный завод № 31 НКАП в результате слияния заводов № 31, 45 и 448 НКАП. В соответствии с тем же приказом в качестве филиала заводу передан завод № 131 НКАП в г. Кутаиси. Официальной датой образования завода считается 15 ноября 1941 года.
Постановлением ГКО № 1376сс от 3.03.1942 года заводу определено производство самолётов ЛаГГ-3 и утвержден суточный план. В соответствии с постановлением ГКО № 1789 от 19.05.1942 года на заводе начато освоение производства ЛаГГ-3 с мотором М-105ПФ. 
В соответствии с постановлением ГКО № 4553 от 12.11.1943 г. на заводе начат выпуск истребителя Як-3; 29.12.1944 г. вышло постановление ГКО № 7233 о выпуске на заводе Як-3 с мотором ВК-107А и металлическим крылом.
Производство самолётов в годы войны: ЛаГГ-3 – 474, ББ-1 – 4, МДР-6 – 4 (1941 год); ЛаГГ-3 – 782, Ла-5 – 22 (1942 год); ЛаГГ-3 – 1065, Ла-5 – 5 (1943 год); ЛаГГ-3 – 229, Як-3 ВК-105 – 498 (1944 год); Як-3 ВК-105 – 462 (1945 год).
Численность персонала завода по состоянию на 1945 год — 7313 человек. Производственная территория — 140 тыс. м².
Последние поршневые самолёты завод изготовил в 1946 году — годовым планом предусматривалось постройка партии Як-3 с мотором ВК-107.  В этом же году на заводе изготовлено 19 реактивных самолётов Як-15.
С марта 1946 года завод № 31 передан в ведение 1-го Главного управления Министерства авиационной промышленности СССР. Производство: самолёты Як-15 (1946-47 гг) — 280 шт, Як-17УТИ (1947-48 гг) — 150 шт, Як-17 (1948-49 гг) — 280 шт, Як-23 (1948-51 гг). 
Далее, производство по годам:
- Як-23 – 42, МиГ-15бис – 35 (1951 год)
- МиГ-15бис – 190 (1952 год)
- МиГ-17 – 206 (1953 год)
- МиГ-17 – 265 (1954 год)
- МиГ-17 – 85, МиГ-17ПФ – 100 (1955 год)
- МиГ-17ПФ – 180 (1956 год)
- Е-5 (прототип МиГ-21) – 5 шт (1957 год)

В соответствии с постановлением Совета Министров СССР № 713-342 от 26.06.1957 года завод передан в ведение Совнархоза Грузинской ССР.
В 1958 году завод переведён на производство радиоуправляемых самолётов-мишеней и самолётов-снарядов. В период 1959-1961 гг выпускал противокорабельные крылатые ракеты воздух-поверхность К-10С (изготовлено 1669 штук) и радиоуправляемые самолёты-мишени Ла-17 и Ла-17М (с 1958 по 1961 год изготовлено 886 штук).
В период 1957-59 гг освоение в производстве МиГ-21, изготовлено 15 самолётов. Далее производство учебно-боевых вариантов МиГ-21:
- МиГ-21У – 3 (1962 год)
- МиГ-21У, -УС и -УМ – 28 (1963 год)
- МиГ-21У, -УС и -УМ – 52 (1964 год)
- МиГ-21У, -УС и -УМ – 62 (1965 год)
- МиГ-21У, -УС и -УМ – 80 (1966 год)
- МиГ-21У, -УС и -УМ – 60 (1967 год)
- МиГ-21У, -УС и -УМ – 65 (1968 год)
- МиГ-21У, -УС и -УМ – 70 (1969 год)
- МиГ-21У, -УС и -УМ – 92 (1970 год)
- МиГ-21У, -УС и -УМ – 86 (1971 год)
- МиГ-21У, -УС и -УМ – 90 (1972 год)
- МиГ-21У, -УС и -УМ – 107 (1973 год)
- МиГ-21У, -УС и -УМ – 120 (1974 год)
- МиГ-21У, -УС и -УМ – 127 (1975 год)

Производство МиГ-21 продолжалось до 1985 года. Всего заводом изготовлено 1825 этих самолётов.
По приказу № 389сс от 24.09.1975 года заводу требовалось начать подготовку к серийному производству авиационных ракет «воздух-воздух» К-60 с началом выпуска в 4-м квартале 1976 года. Было изготовлено порядка 30 тыс. шт.
С 1979 года завод осваивает штурмовик Су-25, став основным предприятием в стране по производству этих самолётов. Изготовлено: Су-25 — 582 шт. (1979-1989 гг); Су-25К — 180 шт (1984-1989 гг), Су-25БМ (1991 г.) — 50 шт., Су-25Т (1990-92 и 1995-96 гг) — 24 шт.
В 1985 году на базе Тбилисского авиационного завода им. Димитрова как головного предприятия было создано «Тбилисское авиационное производственное объединение им. Г. Димитрова», условное наименование — предприятие «п/я А-1186». В состав ПО входили также Цхинвальский и Богдановский машиностроительные заводы.
Завод участвовал в программе космического корабля многоразового использования «Буран».

### После 1991 года
В конце 80-х гг в ОКБ им. П. О. Сухого шли активные работы по глубокой модернизации штурмовика Су-25 в Су-25ТМ, в основном это касалось расширения возможностей применения самолёта за счёт установки нового электронного оборудования и средств поражения. Серийное производство самолёта планировалось организовать на Тбилисском ПО, но развал СССР и парад суверенитетов перечеркнул все эти планы. Несмотря на попытки договориться и создать межгосударственную кооперацию по производству штурмовика, все усилия оказались бесполезными. 
Завод в начале 90-х участвовал в проекте по созданию лёгкого многоцелевого самолёта Як-58, но проект был свёрнут из-за отсутствия средств.
Несмотря на весь постсоветский развал, на заводе удалось сохранить задел по производству Су-25: в 1993–2007 гг велось мелкосерийное производство по заказам бывших советских республик и проводился заводской ремонт этих самолётов.
В 2001 году совместно с израильской группой «Elbit Systems» был создан модернизированный вариант Су-25КМ «Scorpion».
С 2002 года началась приватизация завода. Предприятие получило название JSC TAM (Joint Stock Company Tbilaviamsheni — «Тбилавиамишени»). Число работников — около 2000 (по сравнению с 14 000 в конце 1980-х годов). В последние годы предприятие занимается ремонтом и модернизацией самолётов и вертолётов, производством запчастей для авиатехники, разработкой БПЛА и лёгких гражданских самолётов.
Предприятие активно сотрудничает с израильскими (ТАА, «Эльбит» и «Эльгад», американскими (Ascend AIR — Aircraft Investor Resources), канадскими (Kelowna Flightcraft) и английскими (GML — Growth Management Limited) фирмами.
Выпускается также продукция, не связанная с авиационной отраслью, в том числе военная.
В 2006 году завод собирался осуществлять мелкосерийную сборку сверхлёгких пассажирских самолётов TAMjet.
10 августа 2008 года в ходе войны в Грузии российская авиация разбомбила ВПП, принадлежащую авиационному заводу «Тбилавиавиамшени». Находящаяся недалеко ВПП Тбилисского международного аэропорта не пострадала.
В июле 2010 года завод перешёл в подчинение Минобороны Грузии и вошёл в состав научно-технического центра «Дельта».
С 2011 года завод занимался мелкосерийным изготовлением бронемашин «Didgori». 
По состоянию на 2019 год завод сохранял возможность выполнять ремонт и модернизацию самолётов МиГ-21 и Су-25, а также вертолётов Ми-8, Ми-17 и Ми-24.

## Директора
- 1941—1942 — С. И. Агаджанов
- 1942—1950 — В. Е. Саладзе[8].
- 1950—1978 — Я. Р. Хведелиани
- 1978—1990 — П. Ш. Тордиа
- 1990—1998 — А. Г. Хопериа
- 1998— 2002 — П. Ш. Тордиа
- 2002—2020 — Н. М. Беридзе
- 2020 — по настоящее время — Зураб Азарашвили